# Placche di Peyer
Le placche di Peyer, che prendono il nome dallo studioso svizzero del XVII secolo Johann Conrad Peyer, sono placche circolari od ovoidali, ciascuna costituita da noduli linfatici che occupano la lamina propria e la sottomucosa dell'ileo, nell'intestino tenue (secondo alcuni autori sono osservabili anche nel crasso). L'epitelio sovrastante appare sollevato all'interno del lume. Sono vascolarizzate da un'estesa rete di capillari che si dispone attorno ai follicoli, insieme ad ampi spazi linfatici. Come gli altri aggregati del GALT, sono più numerosi fino alla pubertà, successivamente diminuiscono in numero e dimensione. Sono osservabili a partire dalla 15ª settimana; non è ancora chiarito se la loro formazione sia dovuta ad un meccanismo di migrazione o di differenziamento locale.
Il nucleo delle placche di Peyer è costituito da grossi Linfociti B in stato di proliferazione, mentre la porzione più periferica presenta linfociti B in uno stato quiescente. Tra le Placche di Peyer è possibile trovare anche i Linfociti T e una serie di cellule APC dette cellule M.